# Christian Johansson
Christian Johansson (in russo Христиа́н Петро́вич Иогансо́н?, Christian Petrovič Ioganson; Stoccolma, 20 maggio 1817 – San Pietroburgo, 12 dicembre 1903) è stato un danzatore, coreografo e maître de ballet del Balletto Imperiale russo di origine svedese.
Nato in Svezia con il nome di Pehr Christian Johansson, iniziò i suoi studi in patria presso il Balletto Reale di Stoccolma, fu poi allievo di August Bournonville a Copenaghen. Fu partner di Maria Taglioni a Stoccolma nel 1837. Nel 1841 debuttò in Russia come danzatore nel balletto La Gitana e ivi rimase, diventando uno degli insegnanti più importanti della storia del balletto russo.

È ricordato per l'importante lavoro fatto nell'affinare e rafforzare la tecnica maschile dandole artisticità e armonia. Iniziò ad insegnare nel 1860 e nel 1869, al termine della sua carriera di danzatore,  diventò il principale insegnante della scuola del Balletto Imperiale di San Pietroburgo. Tra i suoi allievi spiccano i nomi di Mathilde Kchessinska, Olga Preobrajenska e Pavel Gerdt.